# پیوند دلتا

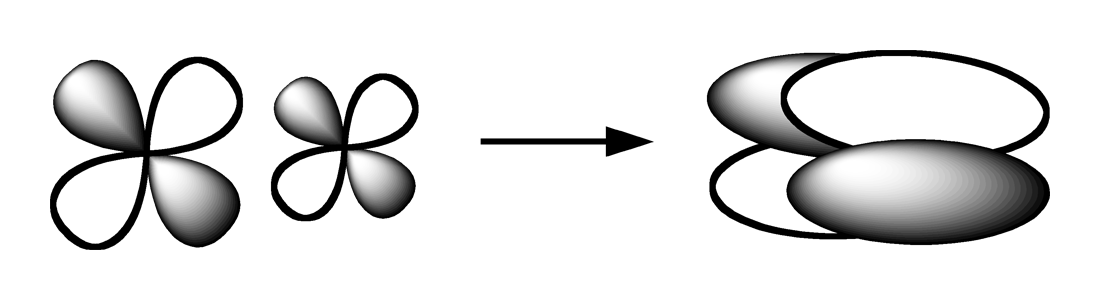
شکل‌گیری پیوند دلتا از همپوشانی دو اوربیتال

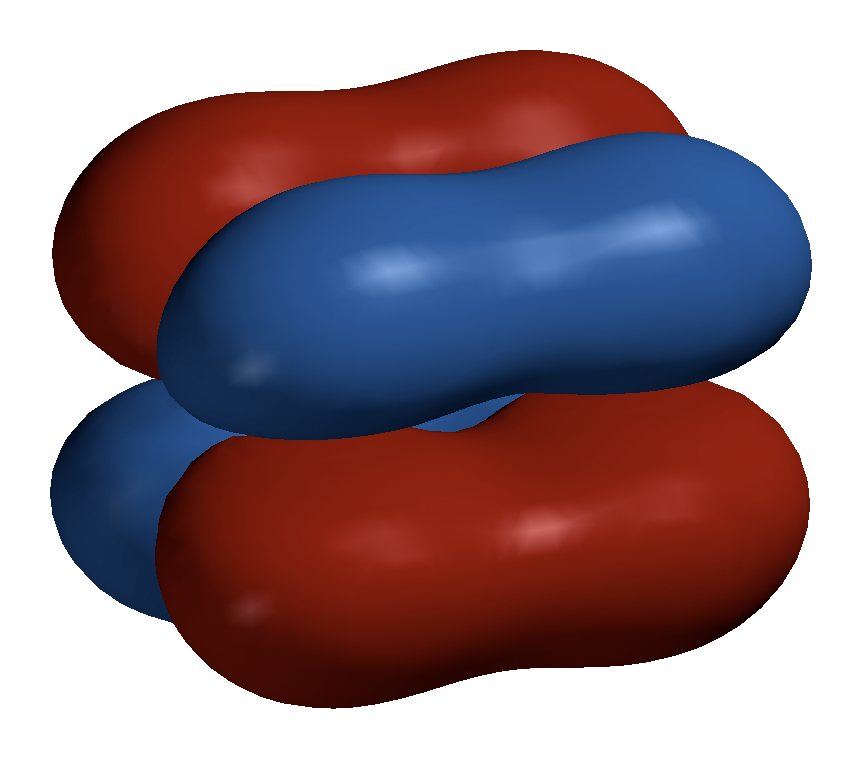
مدل‌سازی پیوند دلتا در Mo_{2}

پیوند دلتا δ bonds گونه‌ای پیوند کووالانسی است که در آن چهار لوب یک اوربیتال با چهار لوب اوربیتالی دیگر همپوشانی می‌کنند. این پیوند را ازینرودلتا می‌نامند که از اوربیتال‌های d شکل می‌گیرد.
این پیوند معمولاً در گونه‌های شیمی آلی فلزی (ترکیبی که دست‌کم یک پیوند کربن-فلز دارد) دیده می‌شود.